# Ann Sarnoff
Ann Sarnoff (2 novembre 1961) è una manager statunitense, la prima ex donna Chief Executive Officer degli studi Warner Bros.

## Biografia
Ha conseguito un Bachelor's degree in marketing presso la Georgetown University nel 1983 e un Master of Business Administration alla Harvard Business School nel 1987. E sposata con Richard Sarnoff con il quale ha due figli.

## Carriera
Con oltre trent'anni di esperienza nel mondo cinematografico e televisivo, ha lavorato per anni alla BBC Worldwide, dove è stata presidente di BBC Studios Americas, che durante la sua presidenza ha registrato un incremento degli abbonati da 68 a 80 milioni. Sarnoff è stata inoltre l'artefice della diversificazione delle attività negli Stati Uniti, in Canada e in America Latina.
At&T ha nominato Ann Sarnoff alla guida del colosso statunitense (secondo studios di Hollywood), in sostituzione di Kevin Tsujihara. Accusato di abuso di potere e travolto da uno scandalo sessuale, aveva lasciato il suo posto a marzo del 2019.
L'annuncio della nuova presidenza è stato dato da WarnerMedia (ex società di Time Warner rilevata da At&T per più di 80 miliardi di dollari). La figura di Ann Sarnoff e la sua area di competenza sono state reputate perfette in vista del lancio del nuovo servizio di streaming della società unito alla divisione teatrale.
Ad aprile del 2022 rassegna le dimissioni da Ceo di Warner Bros. Pictures dopo la fusione di quest'ultima con Discovery.